# دهستان هلیل
دهستان هلیل نام دهستانی در بخش مرکزی شهرستان جیرفت، استان کرمان در ایران است. براساس سرشماری مرکز آمار ایران در سال ۱۳۸۵، جمعیت آن ۵۸۵۶ نفر (۱۳۴۳ خانوار) بوده‌است.